# دومنیکا نیهف
 دومنیکا نیهف روسپی آلمانی و از فعالان قانونی کردن فحشا بود. او در چندین فیلم و برنامه تلویزیونی نیز به ایفای نقش پرداخت و در سال ۱۹۹۳ پیتر کرن فیلم مستندی از زندگی او ساخت. از مشخصه‌های او در زمان فعالیتش به عنوان فاحشه، مدل مو و سینه ۴۸ اینچی اش بود.نیهف در دهه ۱۹۹۰ فحشا را رها کرد و یک بار به نام «دومینکا» در هامبورگ بازکرد.